# Pseudocercospora viburnigena
Pseudocercospora viburnigena U. Braun & Crous – gatunek grzybów z klasy Dothideomycetes. Mikroskopijny grzyb cerkosporoidalny, pasożytujący na liściach niektórych gatunków kalin (Viburnum). Na obydwu stronach liści porażonych roślin powoduje powstawanie rozproszonych plam o średnicy 4–15 mm i barwie od jasnobrązowej do ciemnobrązowej, otoczonych lekko uniesioną ciemnobrązową obwódką.

## Systematyka i nazewnictwo
Pozycja w klasyfikacji według Index Fungorum: Pseudocercospora, Mycosphaerellaceae, Capnodiales, Dothideomycetidae, Dothideomycetes, Pezizomycotina, Ascomycota, Fungi.
Po raz pierwszy zdiagnozował go w 1878 r. Pier Andrea Saccardo, nadając mu nazwę Cercospora tinea. Obecną, uznaną przez Index Fungorum nazwę nadali mu Uwe Braun i Pedro Willem Crous w 2002 r.
Synonimy:
- Cercoseptoria tinea (Sacc.) Deighton 1976
- Cercospora tinea Sacc. 1878
- Cercostigmina tinea (Sacc.) U. Braun 1993
- Stigmina tinea (Sacc.) M.B. Ellis 1976